# Sanromanita
La sanromanita és un mineral de la classe dels carbonats que pertany al grup de la burbankita. Rep el seu nom del naturalista xilè (mineralogia i geologia) Francisco J. San Román (1838-1902).

## Característiques
La sanromanita és un carbonat de fórmula química Na₂CaPb₃[CO₃]₅. Va ser aprovada com a espècie vàlida per l'Associació Mineralògica Internacional l'any 2006. Cristal·litza en el sistema hexagonal. Es troba com a agregats aciculars radials o en forma de carxofa, o com a agulles aïllades. És l'anàleg de plom de la burbankita, la calcioburbankita i la khanneshita.
Segons la classificació de Nickel-Strunz, la sanromanita pertany a «05.AC: Carbonats sense anions addicionals, sense H₂O: carbonats alcalins i alcalinoterris» juntament amb els següents minerals: eitelita, nyerereïta, zemkorita, bütschliïta, fairchildita, shortita, burbankita, calcioburbankita i khanneshita.

## Formació i jaciments
Va ser descoberta a la mina Santa Rosa, a la província d'Iquique de la regió de Tarapacá, Xile, on sol trobar-se associada a altres minerals com la malaquita, la calcita, l'anhidrita, la calconatronita i la juangodoyita. També ha estat descrita a la mina Eureka, a Castell-estaó, a la província de Lleida.